# Luigi Michelazzi
Luigi Michelazzi (Pisa, 23 marzo 1903 – Genova, 11 gennaio 1995) è stato un patologo italiano, professore ordinario di Patologia Generale nell'Università di Genova, Premio Marzotto 1965 per la Medicina e medaglia d'oro dei benemeriti della Scuola, della cultura e dell'arte.

## Biografia
Luigi Michelazzi nasce a Pisa nel 1903 da Alberto e da Giacinta Fogliata. Si iscrive alla facoltà di medicina e chirurgia dell'Università di Pisa, frequenta l'istituto di patologia generale diretto da Cesare Sacerdotti, si laurea con lode nel 1927.Svolse attività di ricerca,  su argomenti di istochimica e di biochimica, su problemi di fisiologia e fisiopatologia. Nel 1965 per uno studio in collaborazione con Amato Novelli sull'Influenza di un RNA-immuno-induttore estratto da siero di coniglio immunizzato sulla produzione di anticorpi da parte di cellule linfoidi, riceve un riconoscimento internazionale vincendo il Premio Marzotto per la medicina e la chirurgia. Per anni Michelazzi è presidente della sezione genovese della Lega italiana per la lotta contro i tumori.
Sposato con Angelica Galdi, ebbe due figli. Prossimo al compimento dei 92 anni di età, muore a Genova  Nel 1995.

## Riconoscimenti e premi
Ha conseguito numerosi primi premi in concorsi nazionali e internazionali, tra cui ricordiamo:
- Premio Marzotto 1965 per la Medicina e la chirurgia

Ha avuto titoli onorifici:
- Dal 1979 fu nominato professore emerito
- Nel 1968 ebbe la medaglia d'oro dei benemeriti della Scuola, della cultura e dell'arte.

## Opere
- Elementi di fisiopatologia ad uso delle allieve ostetriche, 1939, OCLC 14721198.
- Elementi di microbiologia per gli studenti di medicina : Istituto di patologia generale dell'Università di Genova, 1952, OCLC 963023690.
- Attualita di patologia epato-biliare, 1953, OCLC 14659932.
- Luigi Michelazzi et al., Immunobiologia delle malattie reumatiche, 1961, OCLC 876698966.
- Compendio di parassitologia, 1966, OCLC 875794718.
- Amato Novelli e Luigi Michelazzi, Manuale di patologia generale per studenti in medicina e scienze biologiche, 1973, SBN PUV0312139.
- Amato Novelli e Luigi Michelazzi, Patologia generale e fisiopatologia, 1986, SBN UFI0174852.